# Daiki Hashimoto
Daiki Hashimoto (* 7. August 2001 in Narita) ist ein japanischer Kunstturner. Bei den Olympischen Sommerspielen 2020 wurde er Olympiasieger im Einzelmehrkampf und am Reck sowie Silbermedaillengewinner mit der Mannschaft. 2024 in Paris gewann er Gold mit der Mannschaft.
Bei den Turn-Weltmeisterschaften 2019 in Stuttgart gewann Hashimoto mit der japanischen Mannschaft eine Bronzemedaille. Außerdem erreichte er den vierten Platz im Finale am Barren und den neunten Platz im Finale am Pauschenpferd. Bei den Turn-Weltmeisterschaften 2021 gewann er Silber im Mehrkampf und am Reck. Bei den Turn-Weltmeisterschaften 2022 in Liverpool gewann er Gold im Mehrkampf und Silber am Boden, am Reck und mit der Mannschaft. Bei den Weltmeisterschaften 2023 gewann er erneut den Wettbewerb im Mehrkampf sowie die Mannschaftswertung.